# Serial Line Internet Protocol
Serial Line Internet Protocol (SLIP) är ett protokoll för inkapsling av IP-paket över serieportar eller modem. Numera är det ofta ersatt av PPP.
Varianter av SLIP är PLIP och CSLIP.